# John Lilipaly
Johan Jehosefat (John) Lilipaly (Ihamahu (Nederlands-Indië), 2 juni 1943 – Middelburg, 22 oktober 2022) was een Nederlands politicus. Hij was namens de Partij van de Arbeid (PvdA) bijna twaalf jaar lid van de Tweede Kamer der Staten-Generaal. Lilipaly was het eerste Nederlandse parlementslid van Molukse afkomst.

## Biografie
Lilipaly werd geboren in Ihamahu, een dorp op het Molukse eiland Saparua, en kwam op vijfjarige leeftijd naar Nederland. Aanvankelijk werkte hij als onderwijzer in het basisonderwijs in West-Souburg en Middelburg. Als voetballer speelde hij rond die tijd in het Nederlands amateurelftal. Daarna werkte hij jaren op het ministerie van Onderwijs, onder andere als onderwijsinspecteur.
In 1986 werd hij voor de PvdA gekozen in de Tweede Kamer. Een jaar eerder was hij lid geworden van deze partij, na eerst lid te zijn geweest van de PPR. Als Kamerlid zette hij zich met name in voor etnische minderheden en voor de verbetering van de waterkwaliteit. Hij was van 1989 tot 1994 voorzitter van de vaste commissie voor het Minderhedenbeleid. Bij de Tweede Kamerverkiezingen 1998 was hij niet meer verkiesbaar. Na zijn vertrek uit het parlement was hij van 2000 tot 2017 bestuurslid van het Zeeuws Archief en was hij voorzitter van het Nationaal Park Oosterschelde.
John Lilipaly is de vader van voormalig televisiepresentatrice Carolijn Lilipaly. Hij overleed op 79-jarige leeftijd en leed al langere tijd aan de ziekte van Alzheimer.
- Parlement.com: vg09llobysxx